# 296 до н. е.

## Події
- Публій Децій Мус захопив міста самнітів Мурганцію та Ромулу.
- Облога Афін (296 – 295)